# IC 1675
IC 1675 — галактика типу S (спіральна галактика) у сузір'ї Андромеда.
Цей об'єкт міститься в оригінальній редакції індексного каталогу.